# Groléjac
Groléjac – miejscowość i gmina we Francji, w regionie Nowa Akwitania, w departamencie Dordogne.
Według danych na rok 1990 gminę zamieszkiwało 545 osób, a gęstość zaludnienia wynosiła 44 osób/km² (wśród 2290 gmin Akwitanii Groléjac plasuje się na 679. miejscu pod względem liczby ludności, natomiast pod względem powierzchni na miejscu 910.).